# Robert Schoen
Robert Schoen (* 1966 in Berlin) ist ein deutscher Hörspielregisseur und -autor.

## Leben
Nach einer kaufmännischen Ausbildung studierte Robert Schoen am Institut für Angewandte Theaterwissenschaft der Gießener Justus-Liebig-Universität und absolvierte danach eine Ausbildung zum Hörspielregisseur beim Südwestrundfunk (SWR). Zwischen 1998 und 2001 arbeitete er als Regieassistent u. a. bei Jörg Jannings, Barbara Plensat, Götz Fritsch, Ulrike Brinkmann, Alexander Schuhmacher, Christoph Dietrich, Annette Berger, Hans Gerd Krogmann, Walter Adler, Ulrich Gerhardt, Leonhard Koppelmann, Juan Allende-Blin, Oliver Sturm, Hermann Naber und Helmut Kopetzky. Seitdem arbeitet er als Hörspiel-, Hörbuch- und Feature-Regisseur.

## Hörspiele als Autor
- 2004 Los Bambi
- 2005 Sibylle
- 2007 Das Wichtigste hier auf der Welt ist für den Menschen Dägä – Ein Ausflug ins Archiv
- 2008 Seelenwanderung
- 2008 Samstagabend
- 2008 Wie schreibt man das?
- 2009 Ganz klein am Horizont
- 2009 Weil irgendetwas das so will – Die Tagebücher der Lilly A. (SWR)
- 2010 Schicksal, Hauptsache Schicksal – L.E.-Triptychon Teil 1 (HR)
- 2013 Heidi Heimat (HR)
- 2015 Ein verrauchtes Idyll (HR)
- 2016 Die verlorenen Söhne – L.E.-Triptychon Teil 2 (HR)
- 2018 Aus dem Leben einer Schwebfliege – L.E.-Triptychon Teil 3 (HR)
- 2019 Wie weit ist die Prärie! Eine Radiostunde von und mit Robert Schoen (mit: Los Bambi, Ganz klein am Horizont, Seelenwanderung, The Number You Have Dialled is Not in Use, Der Schuldenbuckel, Darmian – die Geschichte einer verdorbenen Curryboulette, Eisblick) (HR)
- 2019 Entgrenzgänger I Eine Rundfunkgroteske (HR)[1]
- 2020 ersticket und verdorben / tonspielendes heilthum zur einschiebung wilder associationen in die zwischenräume der sch/wärmenden phantasei (HR)
- 2022 Entgrenzgänger II Tscherkesskij Magasin (HR)[2]
- 2023 Tief im Archiv – Eine Hörspielschnupperei 1949 bis 1963 (HR)
- 2024 Kaf*KI – ein akustisches Marionettentheater (HR)

## Hörspielbearbeitungen und -regie (Auswahl)
- 1999: Marius von Mayenburg: Feuergesicht (Regieassistenz) – Regie: Götz Fritsch (Hörspielbearbeitung – SFB/ORB/NDR)
- 1999 Douglas Adams: Raumschiff Titanic (SWR)
- 1999 Tom Lanoye: Metzgerssohn mit schriller Brille (SWR)
- 2001 Stuart Kaminski: Liebermans Gesetz (SWR)
- 2001 Elwyn Brooks White: Wilbur und Charlotte (SWR)
- 2002 Peter Meisenberg: Wiedergang (SWR)
- 2002 Mark Twain: Huckleberry Finns Abenteuer (SWR)
- 2002 Edith Nesbit: Die Kinder von Arden (Kinderhörspiel – SWR)
- 2003 Carlo Collodi: Pinocchio (SWR)
- 2004 Lloyd Alexander: Taran und das Zauberschwein (SWR)
- 2005 Lloyd Alexander: Taran und das Zauberschwert (Kinderhörspiel – SWR)
- 2005 Lloyd Alexander: Taran und der Zauberspiegel (Kinderhörspiel – SWR)
- 2006 Dino Buzzati: Wie die Bären einst Sizilien eroberten (SWR)
- 2006 David Drábek: Die Kunstschwimmer (RBB)
- 2007 Friedrich Ani: Wer lebt, stirbt (SWR)
- 2007 Esther Dischereit: Nothing to know but coffee to go (DLR)
- 2007 Wolf Haas: Die Jungfrau und der Weihnachtsmann (SWR)
- 2008 Tom Peuckert: Abriss (RBB)
- 2009 Felix Huby: Schlössers Geheimnis (SWR)
- 2010 Paul Maar / Christian Schidlowski: Peer und Gynt (HR/BR)
- 2010 Jonathan Stroud: Bartimäus – Das Amulett von Samarkand (SWR)
- 2012 Mario Salazar: Alles Gold was glänzt, (DKultur)
- 2012 John Stephens: Emerald (Kinderhörspiel (3 Teile) – SWR/WDR)
- 2013 Thilo Reffert: Leon und Leonie (Kinderhörspiel – SWR/WDR)
- 2013 Karl-Heinz Bölling: Der Verfassungsschutz (Hörspiel – DKultur)
- 2014 Cornelia Funke: Herr der Diebe, (SWR/NDR)
- 2014 Daniela Meisel: Opa Ottos Wunderwagen (Kinderhörspiel – HR/NDR)
- 2015 Susanne Friedmann: Leonardo und die Kunst zu fliegen – auch wenn man kein Überflieger ist (RBB)
- 2016 Dietmar Dath: Vom Erlöser lernen (HR)
- 2016 Salah Naoura: Superflashboy (Kinderhörspiel – HR/NDR)
- 2017 Thilo Reffert: Faustinchen Einszweidrei (Dreiteiliges Hörspiel  – SWR)
- 2019 Gwen Lowe: Kicheritis (Kinderhörspiel – HR/NDR)
- 2020 C.S. Lewis: Das Wunder von Narnia (zweiteiliges Hörspiel – SWR/NDR)[3]
- 2021 C.S. Lewis: Der König von Narnia (zweiteiliges Hörspiel – SWR/NDR)[4]
- 2021 Otfried Preußler: Das kleine Gespenst (zweiteiliges Kinderhörspiel – Silberfisch / Hörbuch Hamburg)[5]
- 2021 Otfried Preußler: Der kleine Wassermann (zweiteiliges Kinderhörspiel – Silberfisch / Hörbuch Hamburg)[6]
- 2021 Otfried Preußler: Die kleine Hexe (zweiteiliges Kinderhörspiel – Silberfisch / Hörbuch Hamburg)[7]
- 2022 C.S. Lewis: Der Ritt nach Narnia (zweiteiliges Hörspiel – SWR/NDR)[8]
- 2023 C.S. Lewis: Prinz Kaspian von Narnia (zweiteiliges Hörspiel)
- 2023 Michael Ende: Momo (dreiteiliges Kinderhörspiel – Silberfisch / Hörbuch Hamburg)[9]
- 2024 C.S. Lewis: Die Reise auf der Morgenröte (zweiteiliges Hörspiel – SWR/NDR)
- 2025 C.S. Lewis: Der silberne Sessel (zweiteiliges Hörspiel – SWR/NDR)

## Auszeichnungen
- 2001 Kinderhörspielpreis des MDR-Rundfunkrates 2001 für Elwyn Brooks White: Wilbur und Charlotte (SWR)
- 2005 1. Preis beim 6. Plopp (Medienpreis) 2005 in der Kategorie Dokumentation für Sibylle (Buch und Regie)
- 2007 Deutscher Kinderhörspielpreis für Wie die Bären einst Sizilien eroberten nach dem gleichnamigen Roman von Dino Buzzati (SWR)
- 2009 Kurzes brennendes Mikro des Berliner Hörspielfestivals für das Kurzhörspiel Ganz klein am Horizont
- 2009 Radio-Eins-Hörspielkino-Publikumspreis des RBB für die Hörspielbearbeitung von Die Abenteuer des Huckleberry Finn nach Mark Twain (SWR)
- 2011 Hörspielpreis der Kriegsblinden für Schicksal, Hauptsache Schicksal nach Motiven aus Joseph Roths „Die Legende vom heiligen Trinker“ (Autorenproduktion für den HR)
- 2013 ARD-Online-Award für Heidi Heimat (HR)
- 2014 Nominierung für den Hörspielpreis der Kriegsblinden für Heidi Heimat
- 2016 Kinderhörspielpreis des MDR für die Hörspielbearbeitung von Opa Ottos Wunderwagen nach dem gleichnamigen Kinderbuch von Daniela Meisel (HR/NDR)
- 2017 Hörspiel des Monats März für Die verlorenen Söhne
- 2019 Kinderhörspielpreis der Stadt Karlsruhe für Kicheritis – Anstecken erlaubt, nach dem Roman von Gwen Lowe, HR/WDR
- 2020 Kinderhörspielpreis der Stadt Karlsruhe für Das Wunder von Narnia, nach dem Roman von C.S. Lewis, SWR/NDR
- 2023 Hörspielpreis der Kriegsblinden für Entgrenzgänger II – Tscherkesskij Magasin